# Microbiomasse
La microbiomasse (appelée aussi micro-biomasse ou micromasse)  désigne la masse totale de l'ensemble des micro-organismes vivant dans un milieu, qu'il soit naturel ou artificiel, à un moment donné. Cette masse est quantitativement déterminée par la somme de celle de l'ensemble des bactéries, champignons, levures, algues unicellulaires et protozoaires vivant dans le milieu considéré.
Par extension, on définit la microbiomasse d'un organisme comme étant la masse totale de l'ensemble des micro-organismes vivant du microbiote de cet organisme à un moment donné. Ainsi la microbiomasse chez l'être humain est la masse totale du microbiote de l'organisme humain tout comme la microbiomasse d'une personne désigne la masse totale de son microbiote. 

De même, par extension, il est possible de parler de la microbiomasse d'un microbiote particulier d'un organisme de sorte que la microbiomasse intestinale chez l'être humain correspond à la masse totale de son microbiote intestinal. 

D'une façon plus extensive, il est possible de parler de la microbiomasse intestinale chez l'espèce humaine (masse totale du microbiote intestinal en prenant en compte l'ensemble de tous les individus de l'espèce humaine) ou encore de la microbiomasse chez l'espèce humaine (masse totale du microbiote en prenant en compte l'ensemble de tous les individus de l'espèce humaine). 
Par ailleurs, la micro-biomasse n'est que l'une des composantes de la biomasse. Outre la phytomasse (biomasse liée au règne végétal), et la zoomasse (biomasse liée au règne animal), on trouve la lithomasse (biomasse liée au milieu rocheux), l'hydromasse (biomasse liée au milieu aquatique) et l'aéromasse (biomasse liée au milieu aérien),.

## Évaluation
Du point de vue quantitatif, la micro-biomasse peut être approchée par le comptage de cellules, par la mesure de la chlorophylle (pour le phytoplancton), par la mesure de la respiration des organismes (du sol par exemple) ou par la quantification de l'ATP présent (dans un sédiment par exemple. Ces méthodes ne repèrent toutefois pas les organismes vivants mais « en sommeil » au moment de l'analyse.
Pour avoir des précisions sur le type d'organismes présent, il faut faire appel au microscope et/ou à des techniques émergentes telles que le métabarcoding.
À l'échelle de la planète, la biomasse des micro-organismes constituerait au moins 20 % de la biomasse totale. Pour Nicolas Beroutchachvili et Jean-Louis Mathieu  (1977) c'est l'une des composantes importantes de l'éthologie des géosystèmes

## Exemples
Les biofilms et le bactérioplancton sont deux exemples de communautés de micro-organismes pouvant constituer une fraction de la micro-biomasse d'un milieu donné. La microbiomasse de plancton peut être un indicateur d'eutrophisation, de dystrophisation ou renseigner un ostréiculteur sur le potentiel nourricier de l'eau pour les huîtres,.